# 上野山 (郡山市)
上野山（かみのやま）は、福島県郡山市に所在する字である。郵便番号は963-8816。

## 地理
郡山市役所本庁所管地域である旧郡山地区に属し、住所としては「郡山市字上野山」と表記される。北東で横川町、南東で大平町、南で田村町下行合、西で水門町、北西で石渕町、横塚とそれぞれ隣接する。JR東日本郡山駅東側市街地東部に位置し、一級水系阿武隈川とその右岸支流の大滝根川、二次支流の谷田川に三方を囲まれた区域を範囲とする。域内は畑や荒れ地が広がり、福島県立テクノアカデミー郡山が立地する。芳賀に所在する郡山警察署芳賀交番、および堂前町に所在する郡山消防署本署がそれぞれ管轄にあたる。

## 世帯数と人口
2024年1月1日現在の世帯数と人口は以下の通りである。
| 町丁   | 世帯数 | 人口 |
| ------ | ------ | ---- |
| 上野山 | -世帯  | -人  |

## 小・中学校の学区
市立小・中学校に通う場合、学区は以下の通りとなる。
| 番地 | 小学校             | 中学校                 |
| ---- | ------------------ | ---------------------- |
| 全域 | 郡山市立芳賀小学校 | 郡山市立郡山第四中学校 |

## 交通

### 道路
- 一般市道水門町上野山線（他区域に接続する唯一の街路である。）

最寄りの幹線道路は南西側の水門町を通る福島県道65号小野郡山線である。

## 施設等
- 福島県立テクノアカデミー郡山